# Premi Oscar 1996
La 68ª edizione della cerimonia di premiazione dei Premi Oscar si è tenuta il 25 marzo 1996 al Dorothy Chandler Pavilion di Los Angeles. La conduttrice della serata è stata l'attrice statunitense Whoopi Goldberg.

## Vincitori e candidati
Vengono di seguito indicati in grassetto i vincitori. Dove ricorrente e disponibile, viene indicato il titolo in lingua italiana e quello in lingua originale tra parentesi.

### Miglior film
- Braveheart - Cuore impavido (Braveheart), regia di Mel Gibson
- Il postino, regia di Michael Radford
- Apollo 13, regia di Ron Howard
- Ragione e sentimento (Sense and Sensibility), regia di Ang Lee
- Babe - Maialino coraggioso (Babe), regia di Chris Noonan

### Miglior regia
- Mel Gibson - Braveheart - Cuore impavido (Braveheart)
- Tim Robbins - Dead Man Walking - Condannato a morte (Dead Man Walking)
- Mike Figgis - Via da Las Vegas (Leaving Las Vegas)
- Michael Radford - Il postino
- Chris Noonan - Babe - Maialino coraggioso (Babe)

### Miglior attore protagonista
- Nicolas Cage - Via da Las Vegas (Leaving Las Vegas)
- Richard Dreyfuss - Goodbye Mr. Holland (Mr. Holland's Opus)
- Anthony Hopkins - Gli intrighi del potere - Nixon (Nixon)
- Sean Penn - Dead Man Walking - Condannato a morte (Dead Man Walking)
- Massimo Troisi - Il postino

### Migliore attrice protagonista
- Susan Sarandon - Dead Man Walking - Condannato a morte (Dead Man Walking)
- Elisabeth Shue - Via da Las Vegas (Leaving Las Vegas)
- Sharon Stone - Casinò (Casino)
- Meryl Streep - I ponti di Madison County (The Bridges of Madison County)
- Emma Thompson - Ragione e sentimento (Sense and Sensibility)

### Miglior attore non protagonista
- Kevin Spacey - I soliti sospetti (The Usual Suspects)
- James Cromwell - Babe - Maialino coraggioso (Babe)
- Ed Harris - Apollo 13
- Brad Pitt - L'esercito delle 12 scimmie (Twelve Monkeys)
- Tim Roth - Rob Roy

### Migliore attrice non protagonista
- Mira Sorvino - La dea dell'amore (Mighty Aphrodite)
- Joan Allen - Gli intrighi del potere - Nixon (Nixon)
- Kathleen Quinlan - Apollo 13
- Mare Winningham - Georgia
- Kate Winslet - Ragione e sentimento (Sense and Sensibility)

### Miglior sceneggiatura non originale
- Emma Thompson - Ragione e sentimento (Sense and Sensibility)
- William Broyles Jr. e Al Reinert - Apollo 13 (Apollo 13)
- George Miller e Chris Noonan - Babe - Maialino coraggioso (Babe)
- Mike Figgis - Via da Las Vegas (Leaving Las Vegas)
- Anna Pavignano, Michael Radford, Furio Scarpelli, Giacomo Scarpelli e Massimo Troisi - Il postino

### Miglior sceneggiatura originale
- Christopher McQuarrie - I soliti sospetti (The Usual Suspects)
- Randall Wallace - Braveheart - Cuore impavido (Braveheart)
- Woody Allen - La dea dell'amore (Mighty Aphrodite)
- Stephen J. Rivele, Christopher Wilkinson e Oliver Stone - Gli intrighi del potere - Nixon (Nixon)
- Joel Cohen, Peter Docter, John Lasseter, Joe Ranft, Alec Sokolow, Andrew Stanton e Joss Whedon - Toy Story - Il mondo dei giocattoli (Toy Story)

### Miglior film straniero
- L'albero di Antonia (Antonia), regia di Marleen Gorris (Paesi Bassi)
- Passioni proibite (Lust och fägring stor), regia di Bo Widerberg (Svezia)
- Poussières de vie (Poussières de vie), regia di Rachid Bouchareb (Algeria)
- O Quatrilho - Il quadriglio (O Quatrilho), regia di Fábio Barreto (Brasile)
- L'uomo delle stelle, regia di Giuseppe Tornatore (Italia)

### Miglior fotografia
- John Toll - Braveheart - Cuore impavido (Braveheart)
- Michael Coulter - Ragione e sentimento (Sense and Sensibility)
- Stephen Goldblatt - Batman Forever
- Emmanuel Lubezki - La piccola principessa (A Little Princess)
- Lu Yue - Shanghai Triad - La triade di Shangai (Shanghai Triad)

### Miglior scenografia
- Eugenio Zanetti - Restoration - Il peccato e il castigo (Restoration)
- Tony Burrough - Riccardo III (Richard III)
- Michael Corenblith e Merideth Boswell - Apollo 13
- Roger Ford e Kerrie Brown - Babe - Maialino coraggioso (Babe)
- Bo Welch e Cheryl Carasik - La piccola principessa (A Little Princess)

### Migliori costumi
- James Acheson - Restoration - Il peccato e il castigo (Restoration)
- Jenny Beavan e John Bright - Ragione e sentimento (Sense and Sensibility)
- Shuna Harwood - Riccardo III (Richard III)
- Charles Knode - Braveheart - Cuore impavido (Braveheart)
- Julie Weiss - L'esercito delle 12 scimmie (Twelve Monkeys)

### Miglior trucco
- Peter Frampton, Paul Pattison e Lois Burwell - Braveheart - Cuore impavido (Braveheart)
- Ken Diaz e Mark Sanchez - Mi familia (My Family)
- Greg Cannom, Bob Laden e Colleen Callaghan - Un adorabile testardo (Roommates)

### Migliori effetti speciali
- Scott E. Anderson, Charles Gibson, Neal Scanlan e John Cox - Babe - Maialino coraggioso (Babe)
- Robert Legato, Michael Kanfer, Leslie Ekker e Matt Sweeney - Apollo 13

### Miglior montaggio
- Mike Hill e Dan Hanley - Apollo 13 (Apollo 13)
- Marcus D'Arcy e Jay Friedkin - Babe - Maialino coraggioso (Babe)
- Richard Francis-Bruce - Seven
- Chris Lebenzon - Allarme rosso (Crimson Tide)
- Steven Rosenblum - Braveheart - Cuore impavido (Braveheart)

### Miglior sonoro
- Rick Dior, Steve Pederson, Scott Millan e David MacMillan - Apollo 13
- Donald O. Mitchell, Frank A. Montaño, Michael Herbick e Petur Hliddal - Batman Forever
- Andy Nelson, Scott Millan, Anna Behlmer e Brian Simmons - Braveheart - Cuore impavido (Braveheart)
- Kevin O'Connell, Rick Kline, Gregory H. Watkins e William B. Kaplan - Allarme rosso (Crimson Tide)
- Steve Maslow, Gregg Landaker, Keith A. Wester - Waterworld

### Miglior montaggio sonoro
- Lon Bender e Per Hallberg - Braveheart - Cuore impavido (Braveheart)
- John Leveque e Bruce Stambler - Batman Forever
- George Watters - Allarme rosso (Crimson Tide)

### Migliore colonna sonora
- Musical o Commedia
  - Alan Menken e Stephen Schwartz - Pocahontas
  - Marc Shaiman - Il presidente - Una storia d'amore (The American President)
  - John Williams - Sabrina
  - Randy Newman - Toy Story - Il mondo dei giocattoli (Toy Story)
  - Thomas Newman - Eroi di tutti i giorni (Unstrung Heroes)

- Drammatica
  - Luis Bacalov - Il postino
  - James Horner - Apollo 13
  - James Horner - Braveheart - Cuore impavido (Braveheart)
  - John Williams - Gli intrighi del potere - Nixon (Nixon)
  - Patrick Doyle - Ragione e sentimento (Sense and Sensibility)

### Miglior canzone
- Colors of the Wind, musica di Alan Menken e testo di Stephen Schwartz - Pocahontas
- Dead Man Walkin', musica e testo di Bruce Springsteen - Dead Man Walking - Condannato a morte (Dead Man Walking)
- Have You Ever Really Loved a Woman, musica e testo di Michael Kamen, Bryan Adams e Robert John Lange - Don Juan De Marco - Maestro d'amore (Don Juan DeMarco)
- Moonlight, musica di John Williams e testo di Alan Bergman e Marilyn Bergman - Sabrina
- You've Got a Friend in Me, musica e testo di Randy Newman - Toy Story - Il mondo dei giocattoli (Toy Story)

### Miglior documentario
- Anne Frank Remembered, regia di Jon Blair
- The Battle Over Citizen Kane - La sfida che segnò la storia del cinema (The Battle Over Citizen Kane), regia di Michael Epstein e Thomas Lennon
- Hank Aaron: Chasing the Dream, regia di Michael Tollin
- Piccole meraviglie (Small Wonders), regia di Allan Miller e Lana Miller
- Troublesome Creek: A Midwestern, regia di Steven Ascher e Jeanne Jordan

### Miglior cortometraggio
- Lieberman in Love, regia di Christine Lahti
- Brooms, regia di Luke Cresswell e Steve McNicholas
- Duke of Groove, regia di Griffin Dunne
- Little Surprises, regia di Jeff Goldblum
- Tuesday Morning Ride, regia di Dianne Houston

### Miglior cortometraggio documentario
- One Survivor Remembers, regia di Kary Antholis
- Jim Dine: A Self-Portrait on the Walls, regia di Nancy Dine
- The Living Sea, regia di Greg MacGillivray
- Never Give Up: The 20th Century Odyssey of Herbert Zipper, regia di Terry Sanders
- The Shadow of Hate, regia di Charles Guggenheim

### Miglior cortometraggio d'animazione
- Una tosatura perfetta (A Close Shave), regia di Nick Park
- The Chicken from Outer Space, regia di John Dilworth
- The End, regia di Chris Landreth
- Gagarin, regia di Alexij Kharitidi
- Runaway Brain, regia di Chris Bailey

## Premi speciali

### Premio alla carriera
- Kirk Douglas per cinquant'anni come forza creativa e morale nella comunità cinematografica.
- Chuck Jones per la creazione di classici dell'animazione che hanno portato gioia nel mondo per più di mezzo secolo.

### Premio Special Achievement
- John Lasseter - Toy Story - Il mondo dei giocattoli - per la sua guida ispirata del team della Pixar con conseguente primo lungometraggio animato al computer